# Исток (река, впадает в Байкал)
Исто́к — река в России, протекает в Кабанском районе Бурятии. Впадает в озеро Байкал.

## География
Длина реки — 23 км, площадь водосборного бассейна — 181 км²..
Река Исток вытекает из озера Никиткино, в юго-западной части Кударинской степи. Течёт на северо-запад по болотистой местности. Русло реки зарегулировано мелиоративными каналами, прорытыми как по нему, так и перпендикулярно.
В 5 км от устья, близ республиканской автодороги 03К-040 Береговая — Кабанск — Посольское, под прямым углом меняет направление течения на северо-восточное. Впадает в залив Сор-Черкалово озера Байкал у западной окраины села Исток.

## Данные государственного водного реестра
По данным государственного водного реестра России и геоинформационной системы водохозяйственного районирования территории РФ, подготовленной Федеральным агентством водных ресурсов:
- Бассейновый округ — Ангаро-Байкальский
- Речной бассейн — бассейны малых и средних притоков средней и северной части озера Байкал
- Водохозяйственный участок — бассейны рек южной части озера Байкал в междуречье рек Селенга и Ангара